# Caloplaca Hills
Die Caloplaca Hills sind eine Gruppe felsiger Hügel im westantarktischen Marie-Byrd-Land. Sie ragen östlich des Watson Escarpment an der Westflanke des Reedy-Gletschers auf. Zu ihnen gehören Mount Carmer und der Heathcock Peak.
Der United States Geological Survey kartierte sie anhand eigener Vermessungen und Luftaufnahmen der United States Navy aus den Jahren von 1960 bis 1964. Das Advisory Committee on Antarctic Names benannte sie 1967 nach den Flechten der Gattung Caloplaca, die das Gestein der Hügel bewachsen. Die Benennung erfolgte auf Vorschlag des Glaziologen John H. Mercer (1922–1987) von der Ohio State University.